# Camponotus brasiliensis
Camponotus brasiliensis é uma espécie de inseto do gênero Camponotus, pertencente à família Formicidae.